# 883 Matterania
883 Matterania је астероид главног астероидног појаса чија средња удаљеност од Сунца износи 2,238 астрономских јединица (АЈ). 
Апсолутна магнитуда астероида је 12,59 а геометријски албедо 0,058.